# برکوکیه
برکوکیه، فرقه‌ایست از طرفداران ابومسلم خراسانی که اعتقاد به مهدویت این فرقه داشتند.

## اعتقادات
این فرقه که در مرو و هرات زندگی می‌کردند، پس از مرگ ابومسلم، اعتقاد پیدا کردند که ابو مسلم کشته نشده و زنده است. آنها معتقدند که آن کسی که توسط منصور کشته شد، ابو مسلم نبوده و شیطانی بود که به شکل ابومسلم درآمده بود. این فرقه تا سال ۴۴۰ هجری قمری، در ماوراءالنهر زندگی می‌کردند و از طایفه حلولیه شناخته می‌شوند. این فرقه از جمله شاخه‌های ابومسلمیه معرفی شده‌است.